# Базэлджет, Джозеф
Сэр Джозеф Уильям Базэлджет (англ. Joseph William Bazalgette; 28 марта 1819, Энфилд — 15 марта 1891, Уимблдон) — британский инженер-строитель. Более всего известен как создатель центральной канализационной системы Лондона.

## Биография
Родился в семье морского офицера. Формального образования не имел, в возрасте семнадцати лет начал участвовать в проектировании железных дорог в Ирландии и там обратил на себя внимание своими способностями. Участвуя затем в ещё нескольких проектах в северной части острова (в основном связанных с осушением), в 1842 году он переехал в Вестминстер, где стал успешным частным инженером-консультантом. В 1845 году женился и одновременно начал активно участвовать в строительстве одной железной дороги, работая с таким усердием, что получил тяжёлый нервный срыв и надолго слёг, однако сумел оправиться.
Он известен прежде всего своими инженерными проектами, осуществлёнными в Лондоне, в первую очередь строительством центральной системы канализации и обустройством набережной Темзы. В 1848 году контроль над лондонской канализацией, который был до того времени разделен между восемью отдельными муниципальными чиновниками, был передан единой комиссии из двенадцати человек, которая была в 1849 году заменена второй комиссией. Во время её работы Базэлджет получил назначение помощником инспектора этой комиссии, которое он сохранял затем во время работы трёх следующих комиссий, которые в течение года или двух последовали за второй, а когда в 1855 году эти чиновники были заменены Столичной комиссией по канализационным работам, то он был сразу назначен главным инженером этого органа.
Его проект был готов, но начало работ по нему было отсрочено финансовыми проблемами, чиновничьими преградами и формальностями до 1858 года. После начала реализации проекта, однако, работа пошла энергично, и в 1865 году центральная система канализации была официально открыта. Она состояла тогда из 83 миль (132 км) больших соединённых между собой труб, будучи соединённой со зданиями общей площадью более чем 100 м² и, по оценкам, принимала 420 миллионов галлонов фекалий в день. Стоимость проекта составляла 4 600 000 фунтов стерлингов.
Почти одновременно с этим проектом Базэлджет был занят проектом обустройства набережной Темзы. Секция между Вестминстером и Воксхоллом на Суррейской стороне (набережная Альберта) была построена между 1860 и 1869 годами, а участок между Вестминстерским дворцом и Блэкфрайарзом (набережная Виктории) был открыт принцем Уэльским в 1870 году. Набережная Челси была создана в 1871—1874 годах, а к 1876 году завершилось строительство набережной Нортамберлэнд-Авеню. Общая стоимость проекта превысила 2 000000 фунтов стерлингов. Базэлджет также руководил другими строительными проектами на территории Лондона и его пригородов: он проектировал, в частности, новые мосты в Патни, Хаммерсмите и Баттерси (1882—1890 годы) и паромную переправу между северным и южным Вулиджем (1889). Он также подготовил проекты строительства моста через реку около Тауэра и для тоннеля под ним в Блэкуолле, но не дожил до воплощения в жизнь этих выполненных проектов.
Базэлджет жил в Лондоне до 1851 года, затем переехал в Морден, а в 1873 году — в Уимблдон, где прожил до конца жизни. В 1874 году он был посвящён в рыцари, в 1883 году был избран президентом Общества гражданских инженеров Великобритании.
- Эта статья (раздел) содержит текст, взятый (переведённый) из одиннадцатого издания «Британской энциклопедии», перешедшего в общественное достояние.